# Lidia Acevedo
Lidia Acevedo Zapata más conocida como Lidia Acevedo (Tlahualilo de Zaragoza, siglo XX-Gómez Palacio, 16 de enero de 2024) fue una escritora y profesora mexicana.

## Biografía
Nació en Tlahualilo, Durango, y se crio en Gómez Palacio. Obtuvo una licenciatura en educación con especialidad en psicología.
Durante su carrera ocupó diversos cargos en la cultura a nivel regional y estatal; presidió la corresponsalía del Seminario de Cultura Mexicana en Gómez Palacio, de donde también fue directora de la Casa de la Cultura, y en el Instituto de Cultura del Estado de Durango (ICED) fue coordinadora del programa editorial.
En su labor docente se desempeñó como profesora en la Universidad Iberoamericana campus Torreón y la Universidad La Salle campus Gómez Palacio.
Es autora de más de una decena de libros de narrativa, poesía y ensayo, entre los que se destacan: Violento el mediodía (1998), Los días del nagual (1999), Así en la tierra (2002), y La piel del otro (2007).

### Premios y reconocimientos
Fue ganadora del Premio Estatal de Novela Antonio Estrada y el de Poesía Olga Arias en 2000. Obtuvo el Premio Internacional de Poesía Nuevo Ser 2004 en Argentina. En 2005, ganó el Concurso de Novela Cecilia Ramírez Piña por su obra La piel del otro, el cual fue otorgado por la Fundación Guadalupe y Pereyra, y organizado conjuntamente con la presidencia municipal y la Sociedad General de Escritores de México (SOGEM).
Así mismo fue galardona con el Premio Nacional del Instituto Latinoamericano de la Comunicación Educativa (ILCE) en diseño de software y fue finalista del Premio Carmen Conde en España.

## Publicaciones seleccionadas

### Libros
- Acevedo, Lidia; Espinosa Quintero, Alfredo; Manz Alaniz, Juan; Varela, Leonardo (1998). Violento el mediodía. México, D. F.: Universidad Nacional Autónoma de México (El Ala del Tigre) / Programa Editorial de la Coordinación de Humanidades [UNAM]. ISBN 9683666736.
- Acevedo, Lidia (1999). Los días del nagual. Torreón, Coahuila: Programa Cultural Enlace Lagunero.
- Acevedo, Lidia (2002). Así en la tierra. Durango, Durango: Instituto de Cultura del Estado de Durango [ICED] (Vientos del bolsón).
- Acevedo, Lidia (2005). La piel del otro. Durango, Dgo: Fundación Guadalupe y Pereyra.